# Wzory Freneta

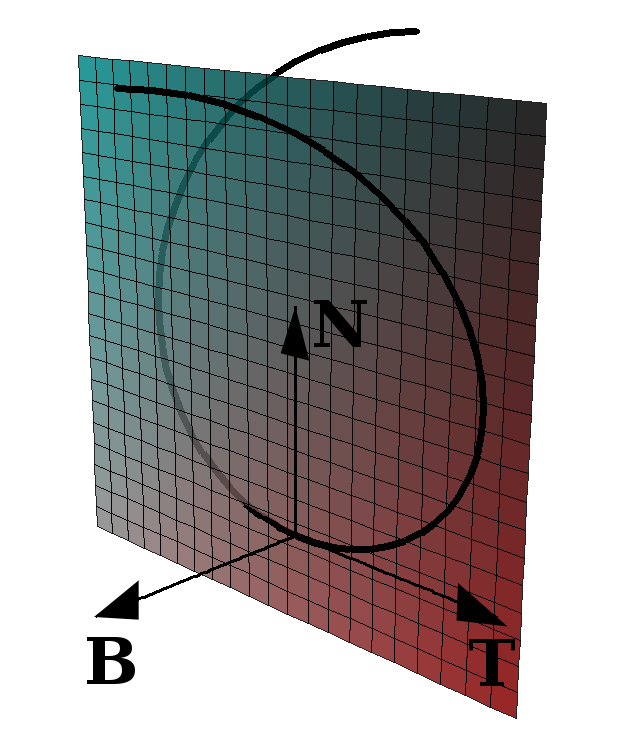
Krzywa przestrzenna, wektory T t, N n, B b i płaszczyzna ściśle styczna rozpięta na wektorach T, N i o wektorze normalnym B.

Wzory Fréneta, wzory Fréneta-Serreta – wzory wyrażające zależności pomiędzy wektorami tworzącymi krawędzie tzw. trójścianu Freneta, zaczepionymi w pewnym punkcie badanej krzywej i określającymi jej geometryczne własności przestrzenne w tym punkcie.

## Zapis wektorowy
W zapisie wektorowym wzory Freneta mają następującą postać
{\displaystyle {\frac {d\mathbf {r} }{ds}}=\mathbf {t} ,\quad |\mathbf {t} |=1,}
{\displaystyle {\frac {d\mathbf {t} }{ds}}={\frac {1}{\rho }}\,\mathbf {n} =\mathbf {N} }
{\displaystyle {\frac {d\mathbf {n} }{ds}}=-{\frac {1}{\rho }}\mathbf {t} -{\frac {1}{\tau }}\mathbf {b} }
{\displaystyle {\frac {d\mathbf {b} }{ds}}={\frac {1}{\tau }}\,\mathbf {n} }
gdzie:
{\displaystyle s} – parametr naturalny krzywej (długość łuku),
{\displaystyle \mathbf {r} } – wektor wodzący punktu na krzywej,
{\displaystyle \mathbf {t} } – wektor styczny,
{\displaystyle \mathbf {n} \;(=\rho \mathbf {N} )} – wektor normalnej głównej,
{\displaystyle \mathbf {b} \;(=\rho \mathbf {H} )} – wektor binormalny,
{\displaystyle \mathbf {N} } – wektor krzywizny,
{\displaystyle \rho } – promień krzywizny,
{\displaystyle \kappa \;(={\tfrac {1}{\rho }})} – krzywizna krzywej,
{\displaystyle \tau } – promień torsji krzywej (promień drugiej krzywizny),
{\displaystyle T\;(={\tfrac {1}{\tau }})} – torsja krzywej (druga krzywizna),
{\displaystyle \mathbf {H} (A,B,C),\,\mathbf {G} (L,M,N)} – wektory normalne płaszczyzn: ściśle stycznej i prostującej.
Z punktem {\displaystyle P} na krzywej przestrzennej {\displaystyle K} można związać dwa lokalne układy ortogonalnych osi liczbowych. Pierwszy z nich jest nieruchomy, prawoskrętny i określony przez wersory {\displaystyle \mathbf {i} ,\,\mathbf {j} ,\,\mathbf {k} .} Drugi prawoskrętny układ wersorów {\displaystyle \mathbf {t} ,\,\mathbf {n} ,\,\mathbf {b} } jest związany z krzywą i określa trzy istotne kierunki: styczny, normalny i binormalny. Dwa pierwsze wyznaczone są przez wersory
|  |  | {\displaystyle \mathbf {t} =\mathbf {r} ^{'}=x^{'}\mathbf {i} +y^{'}\mathbf {j} +z^{'}\mathbf {k} ,} {\displaystyle \mathbf {n} =\rho \,\mathbf {t} ^{'}=\rho \,(x^{''}\mathbf {i} +y^{''}\mathbf {j} +z^{''}\mathbf {k} ),\quad \mathbf {t} ^{'}=\mathbf {N} ,} |  | (1.1) |

gdzie:
|  |  | {\displaystyle \rho ={\frac {1}{\sqrt {(x^{''})^{2}+(y^{''})^{2}+(z^{''})^{2}}}},} |  | (1.2) |

a trzeci jest definiowany wzorem
|  |  | {\displaystyle {\begin{aligned}\mathbf {b} &=\mathbf {t} \times \mathbf {n} ={\begin{vmatrix}\mathbf {i} &\mathbf {j} &\mathbf {k} \\x^{'}&y^{'}&z^{'}\\\rho x^{''}&\rho y^{''}&\rho z^{''}\end{vmatrix}}\\[1ex]&=\rho {\Big [}(y^{'}z^{''}-z^{'}y^{''})\,\mathbf {i} +(z^{'}x^{''}-x^{'}z^{''})\,\mathbf {j} \\[1ex]&\quad +(x^{'}y^{''}-y^{'}x^{''})\,\mathbf {k} {\Big ]}\\[1ex]&=\rho \,{\big (}A\,\mathbf {i} +B\,\mathbf {j} +C\,\mathbf {k} {\big )}=\rho \mathbf {H} .\end{aligned}}} |  | (1.3) |

Jeżeli krzywa {\displaystyle S} leży na płaszczyźnie {\displaystyle \pi } o normalnej {\displaystyle \mathbf {w} ,} to wektor binormalnej {\displaystyle \mathbf {b} } do tej krzywej w każdym jej punkcie jest stały i {\displaystyle \mathbf {b} =\mathbf {w} .} Płaszczyzna {\displaystyle \pi } jest w tym przypadku płaszczyzną ściśle styczną dla dowolnego punktu krzywej {\displaystyle S.}
W analizie przestrzennych właściwości krzywych istotną rolę odgrywają pochodne wersorów krawędzi trójścianu Freneta.
Na podstawie wzoru (1.1) mamy
|  |  | {\displaystyle \mathbf {t} ^{'}=\mathbf {N} ={\tfrac {1}{\rho }}\mathbf {n} } |  | (1.4) |

i różniczkując wzór (1.3), otrzymujemy
|  |  | {\displaystyle \mathbf {b} ^{'}=\mathbf {t} ^{'}\!\times \mathbf {n} +\mathbf {t} \times \mathbf {n} ^{'}=\mathbf {N} \times \mathbf {n} +\mathbf {t} \times \mathbf {n} ^{'}=\mathbf {t} \times \mathbf {n} ^{'},} |  | (1.5) |

ponieważ {\displaystyle \mathbf {N} } i {\displaystyle \mathbf {n} } są kolinearne. Ponadto z (1.5) wynika, że {\displaystyle \mathbf {b} ^{'}\cdot \mathbf {t} =0,} a ponieważ również {\displaystyle \mathbf {b} ^{'}\cdot \mathbf {b} =0,}
więc
|  |  | {\displaystyle \mathbf {b} ^{'}={\frac {1}{\tau }}\mathbf {n} ,} |  | (1.6) |

gdzie {\displaystyle {\frac {1}{\tau }}=T} jest torsją krzywej w punkcie {\displaystyle P,} określoną wzorem (1.8).
Teraz można już obliczyć pochodną normalnej głównej, korzystając ze wzoru {\displaystyle \mathbf {n} =\mathbf {b} \times \mathbf {t} }
|  |  | {\displaystyle {\begin{aligned}\mathbf {n} ^{'}&=-(\mathbf {t} \times \mathbf {b} )^{'}=-\mathbf {t} ^{'}\!\times \mathbf {b} -\mathbf {t} \times \mathbf {b} ^{'}\\[1ex]&=-{\frac {1}{\rho }}\,\mathbf {n} \times \mathbf {b} -{\frac {1}{\tau }}\mathbf {t} \times \mathbf {n} \\[1ex]&=-{\frac {1}{\rho }}\,\mathbf {t} -{\frac {1}{\tau }}\mathbf {b} =-\kappa \mathbf {t} -T\mathbf {b} .\end{aligned}}} |  | (1.7) |

Poniższa tabelka zawiera kosinusy kierunkowe wersorów Freneta osi stycznej, normalnej i binormalnej z kierunkami osi {\displaystyle 0x,\,0y,\,0z.}
Wzory dla pochodnych wersorów Freneta zestawiono poniżej.
|                                  | {\displaystyle \mathbf {i} }                                           | {\displaystyle \mathbf {j} }                                         | {\displaystyle \mathbf {k} }                                           |
| {\displaystyle \mathbf {t} ^{'}} | {\displaystyle {\frac {\alpha _{1}}{\rho }}}                           | {\displaystyle {\frac {\beta _{1}}{\rho }}}                          | {\displaystyle {\frac {\gamma _{1}}{\rho }}}                           |
| {\displaystyle \mathbf {n} ^{'}} | {\displaystyle -{\frac {\alpha }{\rho }}-{\frac {\alpha _{2}}{\tau }}} | {\displaystyle -{\frac {\beta }{\rho }}-{\frac {\beta _{2}}{\tau }}} | {\displaystyle -{\frac {\gamma }{\rho }}-{\frac {\gamma _{2}}{\tau }}} |
| {\displaystyle \mathbf {b} ^{'}} | {\displaystyle {\frac {\alpha _{1}}{\tau }}}                           | {\displaystyle {\frac {\beta _{1}}{\tau }}}                          | {\displaystyle {\frac {\gamma _{1}}{\tau }}}                           |

Torsję krzywej można obliczyć, korzystając ze wzoru (1.6) po uwzględnieniu (1.1) i (1.5)
|  |  | {\displaystyle {\begin{aligned}T&={\frac {1}{\tau }}=\mathbf {b} ^{'}\cdot \mathbf {n} =\\[1ex]&=(\mathbf {t} \times \mathbf {n} ^{'})\cdot \mathbf {n} ={\big [}\mathbf {t} \times (\rho \mathbf {N} )^{'}{\big ]}\cdot \rho \mathbf {N} =\\[1ex]&={\big [}\mathbf {t} \times (\rho ^{'}\mathbf {N} +\rho \mathbf {N} ^{'}){\big ]}\cdot \rho \mathbf {N} =\\[1ex]&=\rho ^{2}(\mathbf {t} \times \mathbf {N} ^{'})\cdot \mathbf {N} =-\rho ^{2}(\mathbf {r} ^{'}\times \mathbf {r} ^{''})\cdot \mathbf {r} ^{'''}=\\[1ex]&=-\rho ^{2}\;{\begin{vmatrix}x^{'}&y^{'}&z^{'}\\x^{''}&y^{''}&z^{''}\\x^{'''}&y^{'''}&z^{'''}\end{vmatrix}},\end{aligned}}} |  | (1.8) |

dzięki temu, że {\displaystyle (\mathbf {t} \times \mathbf {N} )\cdot \mathbf {N} =0.}
Torsja {\displaystyle T} określona w dowolnym punkcie {\displaystyle P} krzywej {\displaystyle K} wzorem {\displaystyle \mathbf {b} ^{'}\!\cdot \mathbf {n} } stanowi pewną miarę zwichrowania tej krzywej w bliskim otoczeniu punktu {\displaystyle P.} Polega ono na wychylaniu się krzywej z jej płaszczyzny ściśle do niej stycznej w tym punkcie. Gdy torsja ma wartość zerową krzywa w otoczeniu punktu {\displaystyle P} jest płaska, bez zwichrowania.

## Zapis parametryczny
Dana jest krzywa przestrzenna {\displaystyle K} opisana parametrycznie równaniami
|  |  | {\displaystyle x=x(t),\quad y=y(t),\quad z=z(t).} |  | (1) |

Na tej krzywej wyróżnimy dwa punkty {\displaystyle P_{o}(x_{o},\,y_{o},\,z_{o}),} {\displaystyle P_{1}(x_{1},\,y_{1},z_{1})} odpowiadające dwom wartościom {\displaystyle t_{o},\,t_{1}} parametru {\displaystyle t.} Przez te punkty przechodzi sieczna opisana równaniem
|  |  | {\displaystyle {\frac {x-x_{o}}{x_{1}-x_{o}}}={\frac {y-y_{o}}{y_{1}-y_{o}}}={\frac {z-z_{o}}{z_{1}-z_{o}}}.} |  | (2) |

Dzieląc mianowniki przez {\displaystyle t_{1}-t_{o}} i przechodząc do granicy {\displaystyle t_{1}\to t_{o},} otrzymujemy równanie linii stycznej do krzywej {\displaystyle K} w punkcie {\displaystyle P_{o}}
|  |  | {\displaystyle {\frac {x-x_{o}}{{\dot {x}}_{o}}}={\frac {y-y_{o}}{{\dot {y}}_{o}}}={\frac {z-z_{o}}{{\dot {z}}_{o}}},} |  | (3) |

gdzie przez {\displaystyle {\dot {x}}_{o},\,{\dot {y}}_{o},\,{\dot {z}}_{o}} oznaczono pochodne względem parametru liczone w punkcie {\displaystyle P_{o}.}
Równanie o postaci (3) jest konsekwencją kolinearności wektorów {\displaystyle \mathbf {r} -\mathbf {r} _{o}} i {\displaystyle {\dot {\mathbf {r} }}_{o}.}
Równanie płaszczyzny normalnej {\displaystyle \sigma _{o}} (prostopadłej) do krzywej w punkcie {\displaystyle P_{o}} można zapisać w postaci iloczynu skalarnego wektora stycznego do niej z dowolnym wektorem leżącym w płaszczyźnie {\displaystyle \sigma _{o}}
|  |  | {\displaystyle \mathbf {\dot {r}} _{o}\cdot (\mathbf {r} -\mathbf {r} _{o})={\dot {x}}_{o}(x-x_{o})+{\dot {y}}_{o}(y-y_{o})+{\dot {z}}_{o}(z-z_{o})=0.} |  | (4) |

Równanie płaszczyzny ściśle stycznej {\displaystyle \pi _{o}} do krzywej w punkcie {\displaystyle P_{o}} zapiszemy w postaci
|  |  | {\displaystyle \mathbf {H} _{o}\cdot (\mathbf {r} -\mathbf {r} _{0})=A(x-x_{o})+B(y-y_{o})+C(z-z_{0})=0.} |  | (5) |

Problem polega teraz na tym, aby określić współrzędne {\displaystyle A,\,B,\,C} takiego wektora {\displaystyle \mathbf {H} _{o},} który byłby prostopadły do płaszczyzny ściśle stycznej {\displaystyle \pi _{o}.}
Rozważmy równanie takiej płaszczyzny {\displaystyle \pi _{1},} na której leży styczna i która
- przechodzi przez punkt {\displaystyle P_{o}} – a zatem każdy jej wektor {\displaystyle \mathbf {r} -\mathbf {r} _{o}} jest prostopadły do {\displaystyle \mathbf {H} _{1}{:}}

|  |  | {\displaystyle \mathbf {H} _{1}\cdot (\mathbf {r} -\mathbf {r} _{o})=A_{1}(x-x_{o})+B_{1}(y-y_{o})+C_{1}(z-z_{0})=0} |  | (6) |

oraz
- każdy wektor {\displaystyle \mathbf {r} _{1}-\mathbf {r} _{o}} leżący na płaszczyźnie {\displaystyle \pi _{1}} jest prostopadły do {\displaystyle \mathbf {H} _{1}{:}}

|  |  | {\displaystyle \mathbf {H} _{1}\cdot (\mathbf {r} _{1}-\mathbf {r} _{o})=A_{1}(x_{1}-x_{o})+B_{1}(y_{1}-y_{o})+C_{1}(z_{1}-z_{0})=0.} |  | (7) |

Wektor {\displaystyle \mathbf {H} _{1}} jest również prostopadły do wektora stycznego {\displaystyle {\dot {\mathbf {r} }}_{o},} który leży na {\displaystyle \pi _{1}{:}}
|  |  | {\displaystyle \mathbf {H} _{1}\cdot {\dot {\mathbf {r} }}_{o}=A_{1}{\dot {x}}_{o}+B_{1}{\dot {y}}_{o}+C_{1}{\dot {z}}_{o}=0.} |  | (8) |

Wykorzystując wzór Taylora zamiast (7), możemy napisać
|  |  | {\displaystyle A_{1}(h{\dot {x}}_{o}+{\tfrac {1}{2}}h^{2}{\ddot {x}}_{\lambda })+B_{1}(h{\dot {y}}_{o}+{\tfrac {1}{2}}h^{2}{\ddot {y}}_{\lambda })+C_{1}(h{\dot {z}}_{o}+{\tfrac {1}{2}}h^{2}{\ddot {z}}_{\lambda })=0,} |  | (9) |

gdzie {\displaystyle h=t_{1}-t_{o},\quad \lambda =x_{o}+\theta h,\quad 0<\theta <1.}
Po uwzględnieniu (8) i (9) otrzymujemy
|  |  | {\displaystyle A_{1}{\ddot {x}}_{\lambda }+B_{1}{\ddot {y}}_{\lambda }+C_{1}{\ddot {z}}_{\lambda }=0.} |  | (10) |

Można teraz z (8) i (10) wyznaczyć niewiadome {\displaystyle A_{1}\;B_{1},\,C_{1}} i na podstawie (6) otrzymuje się, po przejściu do granicy {\displaystyle t_{1}\to t_{o}}
|  |  | {\displaystyle ({\dot {y}}_{o}{\ddot {z}}_{o}-{\dot {z}}_{o}{\ddot {y}}_{o})(x-x_{o})+({\dot {z}}_{o}{\ddot {x}}_{o}-{\dot {x}}_{o}{\ddot {z}}_{o})(y-y_{o})+({\dot {x}}_{o}{\ddot {y}}_{o}-{\dot {y}}_{o}{\ddot {x}}_{o})(z-z_{o}).} |  | (11) |

Tak więc wektor {\displaystyle \mathbf {H} _{o}} prostopadły do płaszczyzny ściśle stycznej ma współrzędne
|  |  | {\displaystyle A={\dot {y}}_{o}{\ddot {z}}_{o}-{\dot {z}}_{o}{\ddot {y}}_{o},\quad B={\dot {z}}_{o}{\ddot {x}}_{o}-{\dot {x}}_{o}{\ddot {z}}_{o},\quad C={\dot {x}}_{o}{\ddot {y}}_{o}-{\dot {y}}_{o}{\ddot {x}}_{o}.} |  | (12) |

Przez punkt {\displaystyle P_{o}} krzywej {\displaystyle K} przechodzą trzy wzajemnie prostopadłe płaszczyzny tworzące trójścian Freneta:
- ściśle styczna (o wektorze normalnym {\displaystyle \mathbf {H} _{0}(A,B,C)}) – równanie (5) i (12),
- normalna (o wektorze normalnym {\displaystyle \mathbf {\dot {r}} _{0}({\dot {x}}_{0},{\dot {y}}_{0},{\dot {z}}_{0})}) – równanie (4),
- prostująca (o wektorze normalnym {\displaystyle \mathbf {G} _{0}(L,M,N)}) – prostopadła do dwu poprzednich. Jej równanie ma postać

|  |  | {\displaystyle \mathbf {G} _{o}\cdot (\mathbf {r} -\mathbf {r} _{o})=L(x-x_{o})+M(y-y_{o})+N(z-z_{o})=0.} |  | (13) |

Wektor {\displaystyle \mathbf {G} _{o}=(L,\,M,\,N)} jest prostopadły do obydwu wektorów {\displaystyle \mathbf {H} _{o}=(A,\,B,\,C)} i {\displaystyle {\dot {\mathbf {r} }}_{o}=({\dot {x}}_{o},\,{\dot {y}}_{o},\,{\dot {z}}_{o})} i dlatego muszą być spełnione dwa równania
|  |  | {\displaystyle \mathbf {H} _{o}\cdot \mathbf {G} _{o}=AL+BM+CN=0,} |  | (14) |

|  |  | {\displaystyle {\dot {\mathbf {r} }}_{o}\cdot \mathbf {G} _{o}={\dot {x}}_{o}L+{\dot {y}}_{o}M+{\dot {z}}_{o}N=0.} |  | (15) |

Rozwiązanie równań (13) i (15) ma postać wzorów
|  |  | {\displaystyle L=B{\dot {z}}_{o}-C{\dot {y}}_{o},\quad M=C{\dot {x}}_{o}-A{\dot {z}}_{o},\quad N=A{\dot {y}}_{o}-B{\dot {x}}_{o}.} |  | (16) |

Krawędziami trójścianu Freneta są proste:
- styczna – o wersorze {\displaystyle \mathbf {t} } i równaniu (3),
- normalna główna – o wersorze {\displaystyle \mathbf {n} } i prostopadła do płaszczyzny prostującej, określona równaniem

|  |  | {\displaystyle {\frac {x-x_{o}}{L}}={\frac {y-y_{o}}{M}}={\frac {z-z_{o}}{N}},} |  | (17) |

- binormalna – o wersorze {\displaystyle \mathbf {b} } i prostopadła do płaszczyzny ściśle stycznej, określona równaniem

|  |  | {\displaystyle {\frac {x-x_{o}}{A}}={\frac {y-y_{o}}{B}}={\frac {z-z_{o}}{C}}.} |  | (18) |

Zachodzą przy tym następujące tożsamości
|  |  | {\displaystyle L{\ddot {x}}_{o}+M{\ddot {y}}_{o}+N{\ddot {z}}_{o}\equiv A^{2}+B^{2}+C^{2}\quad {}} (lub {\displaystyle {}\ \mathbf {G} _{o}\cdot {\ddot {\mathbf {r} }}_{o}\equiv \mathbf {H} _{o}^{2}}), |  | (19) |

|  |  | {\displaystyle L^{2}+M^{2}+N^{2}\equiv ({\dot {x}}_{o}^{2}+{\dot {y}}_{o}^{2}+{\dot {z}}_{o}^{2})(A^{2}+B^{2}+C^{2})\quad {}} (lub {\displaystyle {}\ \mathbf {G} _{o}^{2}\equiv {\dot {\mathbf {r} }}_{o}^{2}\mathbf {H} _{o}^{2}}). |  | (20) |

- Krzywizna i torsja krzywej

Płaszczyzna normalna do krzywej {\displaystyle K} w jej punkcie {\displaystyle P_{1}(x_{1},\,y_{1},\,z_{1})} opisana jest równaniem
|  |  | {\displaystyle \mathbf {t} _{1}\cdot (\mathbf {r} -\mathbf {r} _{1})={\dot {x}}_{1}(x-x_{1})+{\dot {y}}_{1}(y-y_{1})+{\dot {z}}(z-z_{1})=0,} |  | (21) |

gdzie {\displaystyle \mathbf {t} _{1}} jest wektorem stycznym do krzywej w punkcie {\displaystyle P_{1}.}
Przecina ona normalną główną (17) w punkcie {\displaystyle S_{1}} o współrzędnych
|  |  | {\displaystyle x=x_{o}+L\lambda ,\quad y=y_{o}+M\lambda ,\quad z=z_{o}+N\lambda .} |  | (22) |

Po podstawieniu (22) do (21) i uwzględnieniu (15) otrzymujemy wartość parametru
|  |  | {\displaystyle \lambda _{s}={\frac {{\dot {x}}_{1}(x_{1}-x_{o})+{\dot {y}}_{1}(y_{1}-y_{o})+{\dot {z}}_{1}(z_{1}-z_{o})}{L({\dot {x}}_{1}-{\dot {x}}_{o})+M({\dot {y}}_{1}-{\dot {y}}_{o})+N({\dot {z}}_{1}-{\dot {z}}_{o})}}} |  | (23) |

określającą położenie punktu {\displaystyle S_{1}} na kierunku normalnej głównej.
Po podzieleniu licznika i mianownika przez {\displaystyle t_{1}-t_{o}} i po przejściu do granicy {\displaystyle t_{1}\to t_{o}} otrzymujemy
|  |  | {\displaystyle \lambda _{o}={\frac {{\dot {x}}_{o}^{2}+{\dot {y}}_{o}^{2}+{\dot {z}}_{o}^{2}}{L{\ddot {x}}_{o}+M{\ddot {y}}_{o}+N{\ddot {z}}_{o}}}.} |  | (24) |

Gdy punkt {\displaystyle P_{1}} dąży do punktu {\displaystyle P_{o}} punkt {\displaystyle S_{1}} dąży do punktu {\displaystyle S_{o}} o współrzędnych
|  |  | {\displaystyle x_{*}=x_{o}+L\lambda _{o},\quad y_{*}=y_{o}+M\lambda _{o},\quad z_{*}=z_{o}+N\lambda _{o}.} |  | (25) |

Po wykorzystaniu tożsamości (19) otrzymujemy
|  |  | {\displaystyle \lambda _{o}={\frac {{\dot {x}}_{o}^{2}+{\dot {y}}_{o}^{2}+{\dot {z}}_{o}^{2}}{A^{2}+B^{2}+C^{2}}}={\frac {{\dot {\mathbf {r} }}_{o}^{2}}{\mathbf {H} _{o}^{2}}}.} |  | (26) |

Punkt o współrzędnych (25) nazywany jest środkiem krzywizny krzywej {\displaystyle K} w jej punkcie {\displaystyle P_{o}.}
Miejscem geometrycznym środków krzywizny krzywej {\displaystyle K,} o współrzędnych {\displaystyle x_{*},y_{*},z_{*},} jest krzywa {\displaystyle K_{*}} zwana ewolutą krzywej {\displaystyle K.}
Odległość punktu {\displaystyle S_{o}} od punktu {\displaystyle P_{o}} jest tak zwanym promieniem krzywizny {\displaystyle \rho } krzywej w jej punkcie {\displaystyle P_{o}.} Odległość tę oblicza się na podstawie wzorów (25) po uwzględnieniu tożsamości (20)
{\displaystyle {\begin{aligned}\rho ^{2}&=(x_{*}-x_{o})^{2}+(y_{*}-y_{o})^{2}+(z_{*}-z_{o})^{2}\\[1ex]&=L^{2}\lambda _{o}^{2}+M^{2}\lambda _{o}^{2}+N^{2}\lambda _{o}^{2}=\lambda _{o}^{2}(L^{2}+M^{2}+N^{2}),\end{aligned}}}
|  |  | {\displaystyle \rho =\lambda _{o}{\sqrt {L^{2}+M^{2}+N^{2}}}={\sqrt {\tfrac {({\dot {x}}_{o}^{2}+{\dot {y}}_{o}^{2}+{\dot {z}}_{o}^{2})^{3}}{A^{2}+B^{2}+C^{2}}}}=\lambda _{o}\|\mathbf {G} _{o}\|.} |  | (27) |

Krzywiznę krzywej określa wzór
|  |  | {\displaystyle \kappa ={\frac {1}{\rho }}={\sqrt {\frac {A^{2}+B^{2}+C^{2}}{({\dot {x}}_{o}^{2}+{\dot {y}}_{o}^{2}+{\dot {z}}_{o}^{2})^{3}}}}={\frac {1}{\lambda _{o}\|\mathbf {G} _{o}\|}}={\frac {\mathbf {H} _{o}^{2}}{\|\mathbf {G} _{o}\|\mathbf {\dot {r}} _{o}^{2}}}.} |  | (28) |

Krzywizna {\displaystyle \kappa } nazywana jest pierwszą krzywizną krzywej dla odróżnienia jej od drugiej krzywizny {\displaystyle T} nazywanej torsją krzywej. Torsja {\displaystyle T} jest miarą skrętu krzywej związanego z obrotem trójścianu Freneta dokoła osi stycznej. Obrót ten można obliczyć, wprowadzając do rozważań jednostkowy wektor
{\displaystyle \mathbf {h} ={\frac {\mathbf {H} }{|\mathbf {H} |}},}
{\displaystyle \mathbf {H} =A\,\mathbf {i} +B\,\mathbf {j} +C\,\mathbf {k} ={\begin{vmatrix}\mathbf {i} &\mathbf {j} &\mathbf {k} \\x^{'}&y^{'}&z^{'}\\x^{''}&y^{''}&z^{''}\end{vmatrix}},}
|  |  | {\displaystyle \mathbf {H} ^{'}={\begin{vmatrix}\mathbf {i} &\mathbf {j} &\mathbf {k} \\x^{'}&y^{'}&z^{'}\\x^{'''}&y^{'''}&z^{'''}\end{vmatrix}},} |  | (29) |

dzięki któremu torsję {\displaystyle T} można zdefiniować wzorem
|  |  | {\displaystyle \mathbf {h} ^{'}=T\mathbf {n} ,\quad \mathbf {n} =\rho \mathbf {N} ,\quad \mathbf {N} =x^{''}\mathbf {i} +y^{''}\mathbf {j} +z^{''}\mathbf {k} ,} |  | (30) |

przy czym
|  |  | {\displaystyle \mathbf {h} ^{'}=\left({\tfrac {\mathbf {H} }{\|\mathbf {H} \|}}\right)^{'}={\tfrac {\mathbf {H} ^{'}\|\mathbf {H} \|-\mathbf {H} \|\mathbf {H} \|^{'}}{\|\mathbf {H} \|^{2}}}=\rho ^{2}(\|\mathbf {H} \|\mathbf {H} ^{'}-\|\mathbf {H} \|^{'}\mathbf {H} )} |  | (31) |

dzięki temu, że po uwzględnieniu tożsamości Lagrange’a
|  |  | {\displaystyle {\begin{aligned}\mathbf {H} ^{2}&=A^{2}+B^{2}+C^{2}=\\[1ex]&=(y^{'}z^{''}-z^{'}y^{''})^{2}+(x^{'}z^{''}-z^{'}x^{''})^{2}+(x^{'}y^{''}-y^{'}x^{''})^{2}=\\[1ex]&=(x^{'2}+y^{'2}+z^{'2})(x^{''2}+y^{''2}+z^{''2})-\\[1ex]&\qquad -(x^{'}x^{''}+y^{'}y^{''}+z^{'}z^{''})^{2}=\\&=\mathbf {t} ^{2}\mathbf {N} ^{2}-(\mathbf {t} \cdot \mathbf {N} )^{2}=(\mathbf {t} \cdot \mathbf {t} )(\mathbf {N} \cdot \mathbf {N} )-0={\tfrac {1}{\rho ^{2}}}.\end{aligned}}} |  | (32) |

Na podstawie (31) i dzięki temu, że {\displaystyle \mathbf {H} ={\tfrac {1}{\rho }}\mathbf {b} ,} otrzymujemy
|  |  | {\displaystyle {\begin{aligned}T&=(\mathbf {h} ^{'}\cdot \,\mathbf {n} )=\\[1ex]&=\rho ^{2}{\Big (}\|\mathbf {H} \|(\mathbf {H} ^{'}\mathbf {\cdot } \,\mathbf {n} )-\|\mathbf {H} \|^{'}(\mathbf {H} \cdot \mathbf {n} ){\Big )}=\\[1ex]&=\rho ^{2}\|\mathbf {H} \|(\mathbf {H} ^{'}\cdot \mathbf {n} )=\rho (\mathbf {H} ^{'}\cdot \mathbf {n} )=\\[1ex]&=\rho ^{2}(\mathbf {H} ^{'}\cdot \mathbf {N} )=-\rho ^{2}{\begin{vmatrix}x^{'}&y^{'}&z^{'}\\x^{''}&y^{''}&z^{''}\\x^{'''}&y^{'''}&z^{'''}\end{vmatrix}}.\end{aligned}}} |  | (33) |

## Przykłady
1. Elipsa
{\displaystyle x(t)=a\cos t,\;y(t)=b\sin t,\;z(t)=0,}
{\displaystyle {\dot {x}}(t)=-a\sin t,\;{\dot {y}}(t)=b\cos t,\;{\dot {z}}(t)=0,}
{\displaystyle ds(t)={\sqrt {{\dot {x}}^{2}+{\dot {y}}^{2}}}dt=\sigma (t)dt,\;{\tfrac {dt}{ds}}={\tfrac {1}{\sigma }},}
{\displaystyle \sigma (t)={\sqrt {a^{2}\sin ^{2}t+b^{2}\cos ^{2}t}},\;{\dot {\sigma }}={\tfrac {a^{2}-b^{2}}{\sigma }}\sin t\cos t,}
{\displaystyle x^{'}(s)=-{\tfrac {a}{\sigma }}\sin t,\;\;y^{'}(s)={\tfrac {b}{\sigma }}\cos t,}
{\displaystyle x^{''}(s)=-{\tfrac {ab^{2}}{\sigma ^{4}}}\cos t,\;\;y^{''}=-{\tfrac {a^{2}b}{\sigma ^{4}}}\sin t,}
{\displaystyle \rho ={\tfrac {1}{\sqrt {(x^{''})^{2}+(y^{''})^{2}}}}={\tfrac {\sigma ^{3}}{ab}},}
{\displaystyle \mathbf {b} =\mathbf {t} \times \mathbf {n} ={\begin{vmatrix}\mathbf {i} &\mathbf {j} &\mathbf {k} \\-{\tfrac {a}{\sigma }}\sin t&{\tfrac {b}{\sigma }}\cos t&0\\-{\tfrac {b}{\sigma }}\cos t&-{\tfrac {a}{\sigma }}\sin t&0\end{vmatrix}}=(0,\;0,\;1),}
{\displaystyle T=0}  -  ponieważ {\displaystyle \mathbf {b} =const.}
2. Okrąg na płaszczyźnie o normalnej: {\displaystyle {}\qquad \mathbf {b} =(0,\;-\sin \alpha ,\;\cos \alpha ).}
{\displaystyle x(t)=r\cos t,\;y(t)=r\cos \alpha \sin t,\;z(t)=r\sin \alpha \sin t,}
{\displaystyle {\dot {x}}(t)=-r\sin t,\;{\dot {y}}(t)=r\cos \alpha \cos t,\;{\dot {z}}(t)=r\sin \alpha \cos t,}
{\displaystyle ds={\sqrt {{\dot {x}}^{2}+{\dot {y}}^{2}+{\dot {z}}^{2}}}dt=rdt,}
{\displaystyle x^{'}(s)=-\sin t,\;y^{'}(s)=\cos \alpha \cos t,\;z^{'}(s)=\sin \alpha \cos t,}
{\displaystyle x^{''}(s)=-{\tfrac {1}{r}}\cos t,\;y^{''}(s)=-{\tfrac {1}{r}}\cos \alpha \sin t,\;z^{''}(s)=-{\tfrac {1}{r}}\sin \alpha \sin t,}
{\displaystyle \rho ={\tfrac {1}{\sqrt {(x^{''})^{2}+(y^{''})^{2}+(z^{''})^{2}}}}=r,}
{\displaystyle \mathbf {b} =\mathbf {t} \times \mathbf {n} ={\begin{vmatrix}\mathbf {i} &\mathbf {j} &\mathbf {k} \\-\sin t&\cos \alpha \cos t&\sin \alpha \cos t\\-\cos t&-\cos \alpha \sin t&-\sin \alpha \sin t\end{vmatrix}}=(0,\;-\sin \alpha ,\;\cos \alpha ),}
{\displaystyle T=0}  -  ponieważ {\displaystyle \mathbf {b} =const.}
3. Spirala na walcu kołowym, linia śrubowa – krzywa „nawinięta” na walec o promieniu {\displaystyle r.} Spirala jest prawoskrętna wokoło osi {\displaystyle 0z.}
{\displaystyle x(t)=r\cos t,\;y(t)=r\sin t,\;z(t)={\tfrac {hr}{2\pi }}t,}
{\displaystyle {\dot {x}}(t)=-r\sin t,\;{\dot {y}}(t)=r\cos t,\;{\dot {z}}(t)={\tfrac {hr}{2\pi }},}
{\displaystyle ds={\sqrt {{\dot {x}}^{2}+{\dot {y}}^{2}+{\dot {z}}^{2}}}dt=r\sigma dt,\quad {\tfrac {dt}{ds}}={\tfrac {1}{r\sigma }},\quad t={\tfrac {s}{r}}\cos \varphi ,}
{\displaystyle \sigma ={\sqrt {1+\left({\tfrac {h^{2}}{4\pi ^{2}}}\right)}},\quad {\tfrac {1}{\sigma }}=\cos \varphi ,\quad {\tfrac {h}{2\pi \sigma }}=\sin \varphi ,}
gdzie {\displaystyle \varphi } jest kątem nachylenia stycznej do osi pręta względem płaszczyzny {\displaystyle 0xy} kołowego przekroju walca,
{\displaystyle x^{'}(s)=-\cos \varphi \sin t,\;y^{'}(s)=\cos \varphi \cos t,\;z^{'}(s)=\sin \varphi ,}
{\displaystyle x^{''}(s)=-{\tfrac {1}{r}}\cos ^{2}\varphi \cos t,\quad y^{''}(s)=-{\tfrac {1}{r}}\cos ^{2}\varphi \sin t,\quad z^{''}(s)=0,}
{\displaystyle \rho ={\tfrac {1}{\sqrt {(x^{''})^{2}+(y^{''})^{2}}}}={\tfrac {r}{\cos ^{2}\varphi }},}
stąd
{\displaystyle x^{''}(s)=-{\tfrac {1}{\rho }}\cos t,\quad y^{''}(s)=-{\tfrac {1}{\rho }}\sin t,\quad z^{''}(s)=0,}
{\displaystyle x^{'''}(s)={\tfrac {1}{\rho r\sigma }}\sin t,\quad y^{'''}(s)=-{\tfrac {r}{\rho r\sigma }}\cos t,\quad z^{'''}(s)=0,}
{\displaystyle \mathbf {b} =\mathbf {t} \times \mathbf {n} ={\begin{vmatrix}\mathbf {i} &\mathbf {j} &\mathbf {k} \\-\cos \varphi \sin t&\cos \varphi \cos t&\sin \varphi \\-\cos t&-\sin t&0\end{vmatrix}}=}
{\displaystyle {}\qquad =(\sin \varphi \sin t,\;-\sin \varphi \cos t,\;\cos \varphi ),}
{\displaystyle T=-{\begin{vmatrix}-\cos \varphi \sin t&\cos \varphi \cos t&\sin \varphi \\-\cos t&-\sin t&0\\{\tfrac {1}{r\sigma }}\sin t&-{\tfrac {1}{r\sigma }}\cos t&0\end{vmatrix}}=-{\tfrac {1}{r\sigma }}\sin \varphi =-{\tfrac {1}{r}}\cos \varphi \sin \varphi .}
4. Parabola płaska
{\displaystyle x(t)=t,\,y(t)=t^{2},\,z(t)=0,}
{\displaystyle {\dot {x}}(t)=1,\;{\dot {y}}(t)=2t,\;{\dot {z}}(t)=0,}
{\displaystyle ds(t)={\sqrt {{\dot {x}}^{2}+{\dot {y}}^{2}+{\dot {z}}^{2}}}dt=\sigma (t)dt,\;{\tfrac {dt}{ds}}={\tfrac {1}{\sigma }},}
{\displaystyle \sigma (t)={\sqrt {1+4t^{2}}},\quad {\dot {\sigma }}(t)={\tfrac {4t}{\sigma }},}
{\displaystyle x^{'}(s)={\tfrac {1}{\sigma }},\quad y^{'}(s)={\tfrac {2t}{\sigma }},\quad z'(s)=0,}
{\displaystyle x^{''}(s)=-{\tfrac {4t}{\sigma ^{4}}},\quad y^{''}(s)={\tfrac {2}{\sigma ^{4}}},\quad z^{''}(s)=0,}
{\displaystyle \rho ={\tfrac {1}{\sqrt {(x^{''})^{2}+(y^{''})^{2}}}}={\tfrac {\sigma ^{3}}{2}},}
{\displaystyle \mathbf {b} =\mathbf {t} \times \mathbf {n} ={\begin{vmatrix}\mathbf {i} &\mathbf {j} &\mathbf {k} \\{\tfrac {1}{\sigma }}&{\tfrac {2t}{\sigma }}&0\\-{\tfrac {2t}{\sigma }}&{\tfrac {1}{\sigma }}&0\end{vmatrix}}=(0,\;0,\;1),}
{\displaystyle T=-\rho ^{2}{\begin{vmatrix}x^{'}&y^{'}&0\\x^{''}&y^{''}&0\\x^{'''}&y^{'''}&0\end{vmatrix}}=0.}
5. Parabola przestrzenna
{\displaystyle x(t)=t,\;y(t)=t^{2},\;z(t)=ht,}
{\displaystyle {\dot {x}}(t)=1,\;{\dot {y}}(t)=2t,\;{\dot {z}}(t)=h,}
{\displaystyle ds(t)={\sqrt {{\dot {x}}^{2}+{\dot {y}}^{2}+{\dot {z}}^{2}}}dt=\sigma (t)dt,\;\;{\tfrac {dt}{ds}}={\tfrac {1}{\sigma }}}
{\displaystyle \sigma (t)={\sqrt {1+h^{2}+4t^{2}}},\quad {\dot {\sigma }}(t)={\tfrac {4t}{\sigma }},}
{\displaystyle x^{'}(s)={\tfrac {1}{\sigma }},\;y^{'}(s)={\tfrac {2t}{\sigma }},\;z^{'}(s)={\tfrac {h}{\sigma }},}
{\displaystyle x^{''}(s)=-{\tfrac {4t}{\sigma ^{4}}},\;y^{''}(s)={\tfrac {2\kappa ^{2}}{\sigma ^{4}}},\;z^{''}(s)=-{\tfrac {4ht}{\sigma ^{4}}},}
{\displaystyle x^{'''}(s)=-{\tfrac {4}{\sigma ^{7}}}\scriptstyle {(\sigma ^{2}-16t^{2})},\;y^{'''}(s)=-{\tfrac {32\kappa ^{2}t}{\sigma ^{7}}},\;z^{'''}(s)=-{\tfrac {4h}{\sigma ^{7}}}\scriptstyle {(\sigma ^{2}-16t^{2})},}
{\displaystyle \rho ={\tfrac {1}{\sqrt {(x^{''})^{2}+(y^{''})^{2}+(z^{''})^{2}}}}={\tfrac {\sigma ^{3}}{2\kappa }},\;\kappa ={\sqrt {1+h^{2}}},}
{\displaystyle \mathbf {b} =\mathbf {t} \times \mathbf {n} ={\begin{vmatrix}\mathbf {i} &\mathbf {j} &\mathbf {k} \\{\tfrac {1}{\sigma }}&{\tfrac {2t}{\sigma }}&{\tfrac {h}{\sigma }}\\-{\tfrac {2t}{\kappa \sigma }}&{\tfrac {\kappa ^{2}}{\kappa \sigma }}&-{\tfrac {2ht}{\kappa \sigma }}\end{vmatrix}}=(-{\tfrac {h}{\kappa }},\;0,\;{\tfrac {1}{\kappa }}),}
{\displaystyle T=-{\begin{vmatrix}{\tfrac {1}{\sigma }}&{\tfrac {2t}{\sigma }}&{\tfrac {h}{\sigma }}\\-{\tfrac {2t}{\kappa \sigma }}&{\tfrac {\kappa ^{2}}{\kappa \sigma }}&-{\tfrac {2ht}{\kappa \sigma }}\\-{\tfrac {2}{\kappa \sigma ^{4}}}\scriptstyle {(\sigma ^{2}-16t^{2})}&-{\tfrac {16\kappa ^{2}t}{\kappa \sigma ^{4}}}&-{\tfrac {2h}{\kappa \sigma ^{4}}}\scriptstyle {(\sigma ^{2}-16t^{2})},\end{vmatrix}}=0.}
Zerowanie się torsji wynika również bezpośrednio z faktu, że {\displaystyle \mathbf {b} =const.} Rozważana krzywa w całości leży na swojej płaszczyźnie ściśle stycznej o normalnej {\displaystyle \mathbf {b} .}
6. Spirala Archimedesa
{\displaystyle x(t)=at\cos t,\;y(t)=at\sin t,\;z(t)=0,}
{\displaystyle {\dot {x}}(t)=a(\cos t-t\sin t),\;{\dot {y}}(t)=a(\sin t+t\cos t),\;{\dot {z}}(t)=0,}
{\displaystyle ds(t)={\sqrt {{\dot {x}}^{2}+{\dot {y}}^{2}}}dt=\sigma (t)dt,}
{\displaystyle \sigma (t)=a{\sqrt {1+t^{2}}},\quad {\dot {\sigma }}(t)={\tfrac {a^{2}t}{\sigma }},}
{\displaystyle x^{'}(s)={\tfrac {a}{\sigma }}(\cos t-t\sin t),\;y^{'}(s)={\tfrac {a}{\sigma }}(\sin t+t\cos t),\;z^{'}(s)=0,}
{\displaystyle x^{''}(s)=-{\tfrac {a}{\sigma ^{4}}}(\mu t\cos t+\nu \sin t),\quad \mu =a^{2}+\sigma ^{2},}
{\displaystyle y^{''}(s)={\tfrac {a}{\sigma ^{4}}}(\nu \cos t-\mu t\sin t),\quad \nu =2\sigma ^{2}-a^{2}t^{2},}
{\displaystyle \rho ={\tfrac {1}{\sqrt {(x^{''})^{2}+(y^{''})^{2}}}}={\tfrac {\sigma ^{4}}{\alpha }},\quad \alpha =a{\sqrt {\mu ^{2}t^{2}+\nu ^{2}}},}
{\displaystyle \mathbf {b} =\mathbf {t} \times \mathbf {n} ={\begin{vmatrix}\mathbf {i} &\mathbf {j} &\mathbf {k} \\{\frac {a}{\sigma }}\scriptstyle {(\cos t-t\sin t)}&{\tfrac {a}{\sigma }}\scriptstyle {(\sin t+t\cos t)}&0\\-{\tfrac {a}{\alpha }}\scriptstyle {(\mu t\cos t+\nu \sin t)}&{\tfrac {a}{\alpha }}\scriptstyle {(\nu \cos t-\mu t\sin t)}&0\end{vmatrix}}=}
{\displaystyle {}\qquad =\left[0,\;0,\;{\tfrac {a^{2}\sigma }{\alpha }}\scriptstyle {(t^{2}+2)}\right]=(0,\,0,\,1),}
{\displaystyle T=0.}
7. Spirala stożkowa – krzywa „nawinięta” na stożek kołowy.
{\displaystyle x(t)=(a+bt)\cos t,\;y(t)=(a+bt)\sin t,\;z(t)=ht}
{\displaystyle {\dot {x}}(t)=b\cos t-(a+bt)\sin t,}
{\displaystyle {\dot {y}}(t)=b\sin t+(a+bt)\cos t,\quad {\dot {z}}(t)=h,}
{\displaystyle ds(t)={\sqrt {{\dot {x}}^{2}+{\dot {y}}^{2}+({\dot {z}})^{2}+}}dt=\sigma (t)dt,}
{\displaystyle \sigma (t)={\sqrt {b^{2}+h^{2}+(a+bt)^{2}}},\quad {\dot {\sigma }}(t)={\tfrac {b}{\sigma }}(a+bt),}
{\displaystyle x^{'}(s)={\tfrac {1}{\sigma }}[b\cos t-(a+bt)\sin t],}
{\displaystyle y^{'}(s)={\tfrac {1}{\sigma }}[b\sin t+(a+bt)\cos t],\quad z^{'}(s)={\tfrac {h}{\sigma }},}
{\displaystyle x^{''}(s)=-{\tfrac {1}{\sigma ^{4}}}(\mu \cos t+\nu \sin t),}
{\displaystyle y^{''}(s)={\tfrac {1}{\sigma ^{4}}}(\nu \cos t-\mu \sin t),\quad z^{''}(s)=-{\tfrac {bh}{\sigma ^{4}}}\scriptstyle {(a+bt)},}
{\displaystyle \mu =(\sigma ^{2}+b^{2})(a+bt),\;\;\nu =b[2\sigma ^{2}-(a+bt)^{2}],}
{\displaystyle \rho ={\tfrac {1}{\sqrt {(x^{''})^{2}+(y^{''})^{2}+(z^{''})^{2}}}}={\tfrac {\sigma ^{4}}{\kappa }},\quad \kappa ={\sqrt {\scriptstyle {\mu ^{2}+\nu ^{2}+b^{2}h^{2}(a+bt)^{2}}}},}
{\displaystyle \mathbf {b} =\mathbf {t} \times \mathbf {n} ={\begin{vmatrix}\mathbf {i} &\mathbf {j} &\mathbf {k} \\{\frac {1}{\sigma }}\scriptstyle {[(b\cos t-(a+bt)\sin t]}&{\frac {1}{\sigma }}\scriptstyle {[b\sin t+(a+bt)\cos t]}&{\tfrac {h}{\sigma }}\\-{\tfrac {1}{\kappa }}\scriptstyle {(\mu \cos t+\nu \sin t)}&{\tfrac {1}{\kappa }}\scriptstyle {(\nu \cos t-\mu \sin t)}&-{\tfrac {bh}{\kappa }}\scriptstyle {(a+bt)}\end{vmatrix}}=}
{\displaystyle =\{{\tfrac {h\sigma }{\kappa }}\scriptstyle {[-2b\cos t+(a+bt)\sin t]},\;\;-{\tfrac {h\sigma }{\kappa }}\scriptstyle {[(a+bt)\cos t+2b\sin t]},\;\;{\tfrac {\sigma }{\kappa }}\scriptstyle {[2b^{2}+(a+bt)^{2}]}\;\},}
{\displaystyle |\mathbf {b} |=1,}
{\displaystyle x^{'''}(s)=-{\tfrac {1}{\sigma ^{7}}}(\gamma \cos t-\beta \sin t),}
{\displaystyle y^{'''}(s)=-{\tfrac {1}{\sigma ^{7}}}(\beta \cos t+\gamma \sin t),}
{\displaystyle z^{'''}(s)=-{\tfrac {b^{2}h}{\sigma ^{7}}}[\sigma ^{2}-4(a+bt)^{2}],}
{\displaystyle \beta =\mu \sigma ^{2}+4\nu b(a+bt),\quad \gamma =\nu \sigma ^{2}-4\mu b(a+bt),}
{\displaystyle T=-{\begin{vmatrix}{\tfrac {1}{\sigma }}\scriptstyle {[b\cos t-(a+bt)\sin t]}&{\tfrac {1}{\sigma }}\scriptstyle {[b\sin t+(a+bt)\cos t]}&{\tfrac {h}{\sigma }}\\-{\tfrac {1}{\kappa }}\scriptstyle {(\mu \cos t+\nu \sin t)}&{\tfrac {1}{\kappa }}\scriptstyle {(\nu \cos t)-\mu \sin t)}&-{\tfrac {bh}{\kappa }}\scriptstyle {(a+bt)}\\-{\tfrac {1}{\kappa \sigma ^{3}}}\scriptstyle {(\gamma \cos t-\beta \sin t)}&-{\tfrac {1}{\kappa \sigma ^{3}}}\scriptstyle {(\beta \cos t+\gamma \sin t)}&-{\tfrac {b^{2}h}{\kappa \sigma ^{3}}}\scriptstyle {[\sigma ^{2}-4(a+bt)^{2}]}\end{vmatrix}}.}
8. Spirala na walcu eliptycznym – krzywa „nawinięta” na taki walec o półosiach {\displaystyle a,b.}
{\displaystyle x(t)=a\cos t,\;y(t)=b\sin t,\;z(t)=ht,}
{\displaystyle {\dot {x}}(t)=-a\sin t,\;{\dot {y}}(t)=b\cos t,\;{\dot {z}}(t)=h,}
{\displaystyle ds(t)={\sqrt {{\dot {x}}^{2}+{\dot {y}}^{2}+{\dot {z}}^{2}}}dt=\sigma (t)dt,}
{\displaystyle \sigma (t)={\sqrt {a^{2}\sin ^{2}t+b^{2}\cos ^{2}t+h^{2}}},}
{\displaystyle x^{'}(s)=-{\tfrac {a}{\sigma }}\sin t,\;y^{'}(s)={\tfrac {b}{\sigma }}\cos t,\;z^{'}(s)={\tfrac {h}{\sigma }},}
{\displaystyle x^{''}(s)=-{\tfrac {\alpha }{\sigma ^{4}}}\cos t,\;\;\;y^{''}(s)=-{\tfrac {\beta }{\sigma ^{4}}}\sin t,}
{\displaystyle z^{''}(s)=-{\tfrac {\gamma }{\sigma ^{4}}}\sin t\cos t,}
{\displaystyle \alpha =a(b^{2}+h^{2}),\;\;\beta =b(a^{2}+h^{2}),\;\;\gamma =h(a^{2}-b^{2}),}
{\displaystyle \rho ={\tfrac {1}{\sqrt {(x^{''})^{2}+(y^{''})^{2}+(z^{''})^{2}}}}={\tfrac {\sigma ^{4}}{\kappa }},}
{\displaystyle \kappa ={\sqrt {\scriptstyle {\alpha ^{2}\cos ^{2}t+\beta ^{2}\sin ^{2}t+\gamma ^{2}\sin ^{2}t\cos ^{2}t}}},}
{\displaystyle \mathbf {b} =\mathbf {t} \times \mathbf {n} ={\begin{vmatrix}\mathbf {i} &\mathbf {j} &\mathbf {k} \\-{\frac {a}{\sigma }}\scriptstyle {\sin t}&{\tfrac {b}{\sigma }}\scriptstyle {\cos t}&{\tfrac {h}{\sigma }}\\-\scriptstyle {\,{\tfrac {\alpha }{\kappa }}\cos t}&-\scriptstyle {{\tfrac {\beta }{\kappa }}\sin t}&-\scriptstyle {\,{\tfrac {\gamma }{\kappa }}\sin t\cos t}\end{vmatrix}}=}
{\displaystyle {}\qquad =\left({\tfrac {bh}{\kappa }}\sigma \sin t,\;-{\tfrac {ah}{\kappa }}\sigma \cos t,\;{\tfrac {ab}{\kappa }}\sigma \right),}
{\displaystyle x^{'''}(s)={\tfrac {\alpha }{\sigma ^{7}}}\left({\tfrac {4\gamma }{h}}\cos ^{2}t+\sigma ^{2}\right)\sin t,}
{\displaystyle y^{'''}(s)={\tfrac {\beta }{\sigma ^{7}}}\left({\tfrac {4\gamma }{h}}\sin ^{2}t+\sigma ^{2}\right)\cos t,}
{\displaystyle z^{'''}(s)={\tfrac {\gamma }{\sigma ^{7}}}\left[{\tfrac {4\gamma }{h}}\sin ^{2}t\cos ^{2}t-\sigma ^{2}(\cos ^{2}t-\sin ^{2}t)\right].}
9. Sinusoida „nawinięta” na walec kołowy.
{\displaystyle x(t)=r\cos t,\;\;y(t)=r\sin t,\;\;z(t)=h\sin nt,}
{\displaystyle {\dot {x}}(t)=-r\sin t,\;\;{\dot {y}}(t)=r\cos t,\;\;{\dot {z}}(t)=nh\cos nt,}
{\displaystyle ds(t)={\sqrt {{\dot {x}}^{2}+{\dot {y}}^{2}+{\dot {z}}^{2}}}dt=\sigma (t)dt,}
{\displaystyle \sigma (t)={\sqrt {r^{2}\sin ^{2}t+r^{2}\cos ^{2}t+n^{2}h^{2}\cos ^{2}nt}},}
{\displaystyle x^{'}(s)=-{\tfrac {r}{\sigma }}\sin t,\;\;y^{'}(s)={\frac {r}{\sigma }}\cos t,\;\;z^{'}(s)={\tfrac {nh}{\sigma }}\cos nt,}
{\displaystyle x^{''}(s)=-{\tfrac {r}{\sigma ^{4}}}(\varphi \sin t+\sigma ^{2}\!\cos t),}
{\displaystyle y^{''}(s)={\tfrac {r}{\sigma ^{4}}}(\varphi \cos t-\sigma ^{2}\!\sin t),\quad z^{''}(s)={\tfrac {nh}{\sigma ^{4}}}\psi ,}
{\displaystyle \varphi (nt)=n^{3}h^{2}\!\sin nt\cos nt,\;\;\;\psi (nt)=(n^{3}h^{2}\!\cos ^{2}\!nt-\sigma ^{2})\sin nt,}
{\displaystyle \rho ={\tfrac {1}{\sqrt {(x^{''})^{2}+(y^{''})^{2}+(z^{''})^{2}}}}={\tfrac {\sigma ^{4}}{\kappa }},}
{\displaystyle \kappa ={\sqrt {r^{2}(\varphi ^{2}+\sigma ^{4})+n^{2}h^{2}\psi ^{2}}},}
{\displaystyle \mathbf {b} =\mathbf {t} \times \mathbf {n} ={\begin{vmatrix}\mathbf {i} &\mathbf {j} &\mathbf {k} \\-{\frac {r}{\sigma }}\scriptstyle {\sin t}&{\tfrac {r}{\sigma }}\scriptstyle {\cos t}&{\tfrac {nh}{\sigma }}\scriptstyle {\cos nt}\\\scriptstyle {\,-{\tfrac {r}{\kappa }}(\varphi \sin t+\sigma ^{2}\!\cos t)}&\scriptstyle {{\tfrac {r}{\kappa }}(\varphi \cos t-\sigma ^{2}\!\sin t)}&\scriptstyle {\,{\tfrac {nh}{\kappa }}\psi }\end{vmatrix}}.}
10. Cykloida
{\displaystyle x(t)=rt-c\sin t,\;\;y(t)=r-c\cos t,\;\;z(t)=0,}
{\displaystyle {\dot {x}}(t)=r-c\cos t,\;\;{\dot {y}}(t)=c\sin t,}
{\displaystyle ds={\sqrt {{\dot {x}}^{2}+{\dot {y}}^{2}}}dt=\sigma (t)dt,}
{\displaystyle \sigma (t)={\sqrt {r^{2}+c^{2}-2rc\cos t}},\;\;{\dot {\sigma }}(t)={\tfrac {rc}{\sigma }}\sin t,}
{\displaystyle x^{'}(s)={\tfrac {1}{\sigma }}(r-c\cos t),\;\;y^{'}(s)={\tfrac {c}{\sigma }}\sin t,}
{\displaystyle x^{''}(s)={\tfrac {1}{\sigma ^{4}}}(rc^{2}\cos t+\sigma ^{2}-r^{2}c)\sin t={\tfrac {1}{\sigma ^{4}}}\varphi (t),}
{\displaystyle y^{''}(s)={\tfrac {1}{\sigma ^{4}}}(\sigma ^{2}\cos t-rc\sin ^{2}t)={\tfrac {1}{\sigma ^{4}}}\psi (t),}
{\displaystyle \rho ={\tfrac {\sigma ^{4}}{\kappa }},\;\;\kappa ={\sqrt {\varphi ^{2}+\psi ^{2}}},}
{\displaystyle \mathbf {b} =\mathbf {t} \times \mathbf {n} ={\begin{vmatrix}\mathbf {i} &\mathbf {j} &\mathbf {k} \\{\tfrac {1}{\sigma }}(r-c\cos t)&{\tfrac {c}{\sigma }}\sin t&0\\{\tfrac {1}{\kappa }}\varphi (t)&{\tfrac {1}{\kappa }}\psi (t)&0\end{vmatrix}}=}
{\displaystyle {}\qquad =\left\{0,\;\;0,\;\;{\tfrac {1}{\kappa \sigma }}[(r-c\cos t)\psi -(c\sin t)\varphi ]\right\}.}

## Wzory Freneta wRn{\displaystyle R^{n}}
Wzory Freneta zostały uogólnione dla więcej wymiarowych przestrzeni euklidesowych przez C. Jordana w 1874 roku.
Przypuśćmy, że {\displaystyle \mathbf {r} (s)} opisuje gładką krzywą w {\displaystyle R^{n},} sparametryzowaną przez długość łuku {\displaystyle s} oraz że pierwsze {\displaystyle n} pochodnych {\displaystyle \mathbf {r} (s)} jest liniowo niezależnych. Geometrycznie oznacza to, że krzywa {\displaystyle \mathbf {r} (s)} nie zawiera się w żadnej hiperpłaszczyźnie o wymiarze {\displaystyle n-1} (ani w żadnej płaszczyźnie o niższych wymiarach). Wektory układu Freneta są bazą ortogonalną skonstruowaną przy pomocy ortogonalizacji Grama-Schmidta wykonanej na wektorach {\displaystyle \mathbf {r} (s),\,\mathbf {r} ^{'}(s),\,\mathbf {r} ^{''}(s),\,...\,\mathbf {r} ^{(n)}(s).}
W szczególności, jednostkowy wektor styczny {\displaystyle \mathbf {r} (s)} jest pierwszym wektorem układu Freneta {\displaystyle \mathbf {e} _{1}(s)}
{\displaystyle \mathbf {e} _{1}(s)=\mathbf {r} '(s).}
Wektor normalny {\displaystyle {\overline {\mathbf {e} _{2}}}(s),} czasami nazywany wektorem krzywizny, wskazuje odchylenie krzywej od stycznej linii prostej. Jest zdefiniowany jako
{\displaystyle {\overline {\mathbf {e} _{2}}}(s)=\mathbf {r} ''(s)-{\Big \langle }\mathbf {r} ''(s)\centerdot \mathbf {e} _{1}(s){\Big \rangle }\mathbf {e} _{1}(s).}
W standardowej formie, jednostkowy wektor normalny jest drugim wektorem układu Freneta {\displaystyle \mathbf {e} _{2}(s)} i jest zdefiniowany jako
{\displaystyle \mathbf {e} _{2}(s)={\frac {{\overline {\mathbf {e} _{2}}}(s)}{\|{\overline {\mathbf {e} _{2}}}(s)\|}}.}
Wektor styczny i normalny w punkcie {\displaystyle s} definiują płaszczyznę ściśle styczną w punkcie {\displaystyle \mathbf {r} (s).}
Pozostałe wektory układu Freneta (wektor binormalny, trinormalny itd.) są zdefiniowane w sposób analogiczny jako:
{\displaystyle \mathbf {e} _{j}(s)={\frac {{\overline {\mathbf {e} _{j}}}(s)}{\|{\overline {\mathbf {e} _{j}}}(s)\|}},\qquad {\overline {\mathbf {e} _{j}}}(s)=\mathbf {r} ^{(j)}(s)-\sum _{i=1}^{j-1}{\Big \langle }\mathbf {r} ^{(j)}(s)\,\centerdot \,\mathbf {e} _{i}(s){\Big \rangle }\,\mathbf {e} _{i}(s).}
Funkcje o wartościach rzeczywistych {\displaystyle \chi _{i}(s)} zdefiniowane jako:
{\displaystyle \chi _{i}(s)={\Big \langle }\mathbf {e} _{i}'(s)\centerdot \mathbf {e} _{i+1}(s){\Big \rangle }}
są nazywane krzywiznami uogólnionymi, przy czym symbol {\displaystyle \langle \mathbf {a} \centerdot \mathbf {b} \rangle } oznacza iloczyn skalarny wektorów {\displaystyle \mathbf {a} } i {\displaystyle \mathbf {b} .}
W przypadku n-wymiarowym wzory Fréneta-Serreta mają postać:
{\displaystyle \mathbf {e} _{j}^{'}(s)=\chi _{j}(s)\mathbf {e} _{j+1}-\chi _{j-1}(s)\mathbf {e} _{j-1}} dla {\displaystyle j=1\dots n.}
W języku macierzy wyglądają tak:
{\displaystyle {\begin{bmatrix}\mathbf {e} _{1}'(s)\\\vdots \\\mathbf {e} _{n}'(s)\end{bmatrix}}={\begin{bmatrix}0&\chi _{1}(s)&&0\\-\chi _{1}(s)&\ddots &\ddots &\\&\ddots &0&\chi _{n-1}(s)\\0&&-\chi _{n-1}(s)&0\end{bmatrix}}{\begin{bmatrix}\mathbf {e} _{1}(s)\\\vdots \\\mathbf {e} _{n}(s)\end{bmatrix}}.}